# Amirah Adara
Amirah Adara (* 18. Februar 1992 in Ungarn) ist eine ungarische Pornodarstellerin.

## Leben
Amirah Adara ist seit 2010 als Pornodarstellerin tätig, ihre erste Zusammenarbeit fand über einen Modeljob mit Pierre Woodman statt. Neben ihrer Karriere in der Pornoindustrie studierte Amirah Adara 2014 Kommunikationswissenschaften und Tourismus.
Ihren Bühnennamen entlehnte sie dem Arabischen, in dem Amirah für Prinzessin und Adara für Jungfrau steht. Die Internet Adult Film Database (IAFD) listete im März 2024 insgesamt 891 Filme, in denen sie mitgewirkt hat.

## Auszeichnungen
- 2018: XBIZ Europa Award – Female Performer of the Year[1]
- 2020: AVN Award – Best Foreign-Shot All-Girl Sex Scene (Bacchanalia, zusammen mit Misha Cross, Anna de Ville, Sophie Sparks, Tiffany Tatum)[2]
- 2024: AVN Award – Girl/Girl Specialty Performer of the Year[3]

## Nominierungen
- 2020: XBIZ Award – Foreign Female Performer of the Year
- 2019: XBIZ Award – Foreign Female Performer of the Year
- 2018: XBIZ Award – Foreign Female Performer of the Year
- 2017: XBIZ Award – Foreign Female Performer of the Year
- 2016: XBIZ Award – Foreign Female Performer of the Year
- 2015: XBIZ Award – Foreign Female Performer of the Year
- 2014: XBIZ Award – Foreign Female Performer of the Year
- 2017: AVN Awards – Female Foreign Performer of the Year
- 2018: AVN Awards – Female Foreign Performer of the Year
- 2019: AVN Awards – Female Foreign Performer of the Year
- 2020: AVN Awards – Female Foreign Performer of the Year

## Filmografie (Auswahl)
- 2010: Amirah Adara Casting
- 2011: Backstage of the Seduction of Dr Major
- 2011: Backstage with Cathy Heaven
- 2011: Backstage with Ioana Amirah and Sophie Moone
- 2011: Busy at Work
- 2012: Beautiful Sight
- 2012: Lot of Pussy
- 2012: Meet Your Fantasy Girlfriend
- 2014: Fishing for Pussy
- 2014: Liquid Delivery
- 2014: Teens in Tight Jeans 5
- 2014: Happy Ending Handjobs 9
- 2014: Nurse's Intimate Break
- 2014: On A Sunny Day
- 2014: Blowjob: 25 Cumshots 1
- 2015: After Hours Fun Part 2
- 2015: Amazing Beauties
- 2015: I Came On James Deen's Face 3
- 2015: Manuel Creampies Their Asses 2
- 2015: Small Mouths Can Deepthroat Too
- 2015: Spandex Loads 9
- 2015: Lezboxx 2–4
- 2015: Magic Mike XXXL: A Hardcore Parody
- 2015: Ass Worship 16
- 2015: Face Fucked 5
- 2015: Fuck a Fan 26
- 2015: Fuck It Up
- 2015: Sex Long Overdue
- 2015: Wet Asses 5
- 2016: Anal Cocksuckers
- 2016: All Internal 28
- 2016: Handjob Winner 21
- 2016: Public Pounding
- 2017: Going That Extra Mile
- 2017: La joueuse de tennis (The Tenniswoman)
- 2017: My Girlfriend Fucks And Swallows!
- 2017: Rocco and Kelly: Sex Analysts
- 2017: Swallowed Up
- 2017: Anal Pleasure
- 2017: Rocco & Kelly: Sex Analysts
- 2017: Home Nurses
- 2018: Amirah: Gaping Anal Pussy Creampie
- 2018: Rebecca L’indécente
- 2018: Give Me Pink: Amirah Adara
- 2018: Home Sweet Home 1 – Step By Step
- 2018: Rocco’s Dirty Girls
- 2019: 1 Hour Competitive Sexfight: Amirah Vs Alyssa
- 2019: Bacchanalia
- 2019: Jour avec Clea
- 2019: Pussymania
- 2019: Rocco's True Stories 1
- 2020: Cum On Her Face
- 2020: Decent Girl
- 2020: Private Gold 243: Fuck and Breakfast
- 2020: What Women Do – Amirah Adara
- 2021: Amirah's Horny Apron Handjob Part 1 & 2
- 2021: Amirah's Sex Tutorial – Anal Sex
- 2021: Amirah's Sex Tutorial – Kissing
- 2021: Catch Me If You Can 3
- 2021: Cherry's Anal Beauties
- 2021: Get In 2
- 2021–2022: Legal Porno
- 2021: Squats and Scissoring
- 2022: Juicy Licks 25
- 2022: Some Time Alone with Amirah Adara
- 2022: Tentacle Nightmares
- 2023: Gamer Girls Do Battle
- 2023: Home Alone
- 2023: Juicy Licks 26, 31
- 2023: Progressive Barbie's Land
- 2023: Radical Scientist
- 2023: Trapped
- 2024: Assertive
- 2024: Curious Voyage
- 2024: Futa Sims
- 2024: Lack Of Pleasure